# 訾姓
訾姓是中文姓氏之一，在《百家姓》中排第378位。在现代是极罕见的姓氏。

## 起源
訾姓有多种来源：
- 据《史记》载，古代有娵訾氏部族，帝喾次妃常仪即为该部女子，娵訾氏后人有的省去娵字，成为訾姓。[原創研究？]
- 以山东地名为姓氏。古代纪国有訾城，在今山东寿光县南纪台村，春秋时为齐国所灭，城中居民有以城名为姓氏的。
- 以河南地名为姓氏。周王室领地中有訾，在今河南巩县西南，当地居民也有人以城为姓氏。
- 出自姬姓。《姓苑》记载：今齐人本姓祭氏，因不祥改为訾。这支成员本是周王宗室祭伯之后。

## 郡望
- 渤海郡：汉朝时置，今河北、辽宁沿渤海湾一带。

## 延伸阅读
[在维基数据编辑]
 《百家姓》
 《欽定古今圖書集成·明倫彙編·氏族典·訾姓部》，出自陈梦雷《古今圖書集成》